# USL (1984-85)
La United Soccer League fue una liga de fútbol profesional que existió en los Estados Unidos a mediados de la década de los años 1980.

## Historia
Luego de que desapareciera la ASL en 1983, cinco equipos que pertenecieron a la liga decidieron crear una nueva liga (Carolina Lightnin', renombrado Charlotte Gold, Dallas Americans, Jacksonville Tea Men, Oklahoma City Slickers, renombrado Stampede, y Rochester Flash), aunque ésta liga tuvo que elaborarse completamente desde abajo, con la regla de que las nóminas de los equipos solo podían tener a cuatro extranjeros del total de 18 jugadores permitidos, así como un tope salarial en los equipos afiliados a la liga, así como una temporada de fútbol indoor.
En su primera temporada participaron nueve equipos divididos en tres divisiones, liga que ganó el Fort Lauderdale Sun.
A causa de su conservador sistema fiscal, la liga entra en crisis en su segunda temporada de existencia, los ingresos de los equipos afiliados eran insuficientes para mantener los gastos excesivos, lo que generó pérdidas, lo que provocó la salida de algunos equipos. Tras seis fechas de la temporada 1985 la liga empezó a colapsar y terminó desapareciendo al finalizar la temporada.
Tras el cierre de la liga y la desaparición de la NASL hicieron que por primera vez en cincuenta años no hubiera una liga de fútbol profesional en los Estados Unidos.

## Ediciones anteriores
| Temporada | Campeón             | Finalista        | Copa de la Liga   |
| --------- | ------------------- | ---------------- | ----------------- |
| 1984      | Fort Lauderdale Sun | Houston Dynamos  | No hubo           |
| 1985      | South Florida Sun   | Dallas Americans | South Florida Sun |

## Participantes
- Buffalo Storm (1984)
- Charlotte Gold (1984)
- Dallas Americans (1984–85)
- El Paso/Juarez Gamecocks (1985)
- Fort Lauderdale Sun (1984) → South Florida Sun (1985)
- Houston Dynamos (1984)
- Jacksonville Tea Men (1984)
- New York Nationals (1984)
- Oklahoma City Stampede (1984)
- Rochester Flash (1984)
- Tulsa Tornados (1985)